# 546846 Sunpeiyuan
546846 Sunpeiyuan este o planetă minoră (asteroid) din centura de asteroizi. A fost descoperită pe 9 ianuarie 2011 la  de . 
Obiectul prezintă o orbită caracterizată de o semiaxă mare de 2,6289518430317 UAi, o excentricitate de 0,13629351298111, o înclinație de 10,132935781395 ° în raport cu ecliptica.